# Pevensey
Pevensey – wieś w Anglii, w hrabstwie East Sussex, w dystrykcie Wealden. Leży 83 km na południowy wschód od Londynu. W 2007 miejscowość liczyła 3152 mieszkańców.